# Tornejos WTA Premier
Els WTA Premier Tournaments són una categoria de tornejos de la WTA, que es juguen durant una temporada en diverses ciutats del món.
Inclouen:
- Quatre tornejos "Premier Mandatory" —a Indian Wells, Miami, Madrid i Pequín— amb premis al voltant dels $5.5 milions.
- Cinc tornejos "Premier 5" —a Doha, Roma, Cincinnati, Toronto/Mont-real i Wuhan— amb premis de $2 milions.
- Dotze tornejos "Premier" amb premis entre els $900,000 i els $1,000,000 (exceptuant-ne un de $2,000,000).
- Al final de la temporada, el WTA Tour Championships, amb un premi de $6.5 milions.

Al 2011 els punts guanyats al rànquing per les campiones d'aquests tornejos són: Premier Mandatory 1000; Premier 5 900; Premier 470; WTA Tour Championships, fins a 1,500 depenent de la quantitat de partits de round robin guanyats. Els punts guanyats són majors als 2,000 punts que se sumen per guanyar un Gran eslam i els 280 que s'obtenen per guanyar un International tournament. Aquest sistema difereix de l'empat pel rànquing de l'ATP. Els homes tenen nou màsters amb 1,000 punts per al guanyador, i després venen els tornejos ATP 500 i ATP 250.